# 聖弗蘭西斯科德科賴
聖弗蘭西斯科德科賴（西班牙語：San Francisco de Coray），是洪都拉斯的城鎮，位於該國南部，由山谷省負責管轄，始建於1867年，面積95.9平方公里，海拔高度166米，2001年人口8,551，人口密度每平方公里89.17人。
13°40′N 87°32′W / 13.667°N 87.533°W